# Schloss Donnersbach

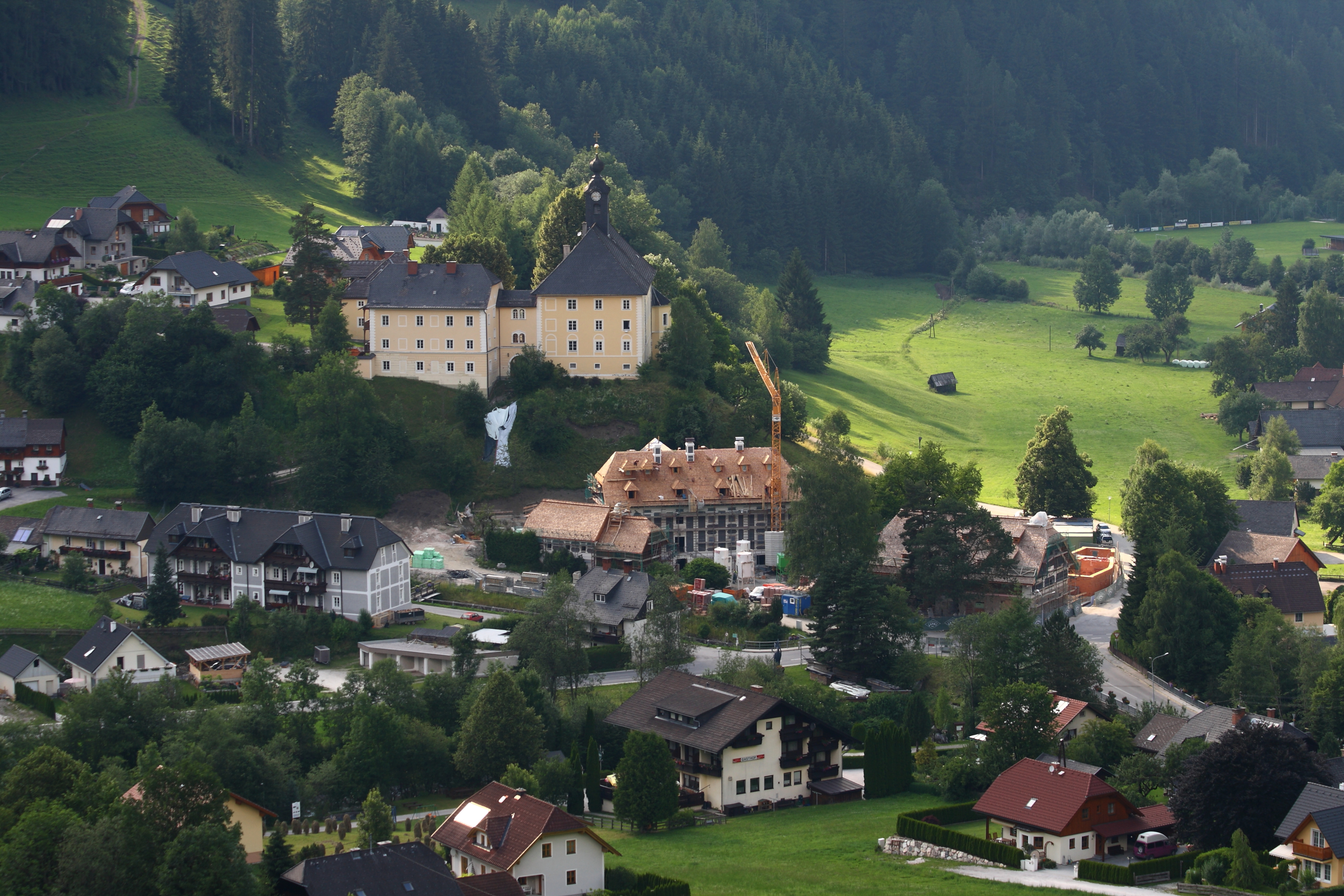
Schloss Donnersbach mit Pfarrkirche über dem Ort Donnersbach

Schloss Donnersbach steht auf einer steil abfallenden Anhöhe westlich des Ortes Donnersbach in der Marktgemeinde Irdning-Donnersbachtal im Bezirk Liezen in der Steiermark. Das Schloss steht seit 2017 mit der Pfarrkirche Donnersbach unter Denkmalschutz (Listeneintrag).

## Geschichte
Ein mittelalterlicher Wehrbau wurde nach 1530 von Achatz Schrott gegründet. Die Anlage wurde von Hans Adam Schrott erweitert und nennt über der Einfahrt die Jahresangabe 1589.

## Architektur
Zwei rechtwinkelige zueinander stehende Flügel sind mit einem Torbogen mit einer Galerie verbunden. Über der Einfahrt befinden sich zwei gekuppelte Fenster mit einer Mittelsäule mit der Jahresangabe 1589.